# Macrothrix paulensis
Macrothrix paulensis är en kräftdjursart som först beskrevs av Georg Ossian Sars 1900.  Macrothrix paulensis ingår i släktet Macrothrix och familjen Macrothricidae. Inga underarter finns listade i Catalogue of Life.